# Бабушкин, Марк Николаевич
Ма́рк Никола́евич Ба́бушкин (27 декабря 1924, станица Качалинская Царицынской губернии — 25 августа 2003, Волгоград, Россия) — капитан 1 ранга, профессор. Член-корреспондент АН СССР (1976).

## Биография
В школьные годы занимался в астрономическом, стрелковом, авиамодельном, физическом, химическом кружках и в военно-морском клубе. В январе 1942 года поступил на подготовительный курс ВВМИОЛУ им. Ф. Э. Дзержинского. Училище закончил (прерывая учёбу для участия в боевых действиях ВМФ) в октябре 1947 г. с занесением на доску почёта и правом выбора флота. В том же году вступил в ВКП(б). Служил на Балтике — на эскадренных миноносцах «Строгий» и «Сильный», на крейсере «Максим Горький».
В 1951 поступил на электротехнический факультет Военно-морской академии кораблестроения и вооружения им. А. Н. Крылова, который окончил с золотой медалью в марте 1954. В 1954—1957 обучался в адъюнктуре. В 1957 защитил кандидатскую, в 1965 — докторскую диссертацию. В 1968 присвоено учёное звание «профессор».
В 1957—1972 — на кафедре корабельной автоматики, телемеханики и вычислительной техники Военно-морской академии. Был одним из основоположников этой кафедры, создал новые курсы по проектированию корабельных систем управления, по использованию вычислительных машин для решения задач ВМФ, по теории оптимальных систем управления. Участвовал в опытно-конструкторских работах по созданию кораблей новых поколений с атомными энергетическими установками и ракетным вооружением. Одним из первых в стране выполнил исследования по многомерным системам управления, заложил основы разработки высоконадёжных комплексных систем управления для кораблей ВМФ.
С 1972 — в учреждениях Академии наук СССР. С 1972 по 1988 — директор Хабаровского комплексного НИИ ДВЦ АН СССР, заведующий кафедрой вычислительной техники Хабаровского политехнического института. В 1976 избран членом-корреспондентом АН СССР по специальности «Процессы управления». Избирался членом президиума ДВЦ АН СССР.
В 1988—1999 — директор филиала Института машиноведения РАН, заведующий кафедрой в Волгоградском государственном университете. В 1999—2001 — заведующий кафедрой «Автоматизация производственных процессов» Волгоградского государственного технического университета. Развивал новое научное направление «Исследование особенностей нелинейных многосвязных систем промышленной автоматики и разработка методов их проектирования».

## Семья
Жена -  Бабушкина Анна Федоровна. Трое детей: Николай Маркович, Алексей Маркович, Владимир Маркович.